# Austropenaeus
Genre
Austropenaeus est un genre de crustacés décapodes dont les représentants ressemblent à des crevettes.  Sa seule espèce est l'Austropenaeus nitidus , originaire des eaux profondes entourant l’Afrique du Sud.

## Liste des espèces
- Austropenaeus nitidus (Barnard, 1947)